# Dødens tempel
|  | For den amerikanske film fra 1918, se Dødens Tempel (film fra 1918) |
Dødens tempel (en: Dead Man's Folly) er en Agatha Christie krimi fra 1956, der udkom på dansk i 1961, hvor Hercule Poirot tilkaldes af Ariadne Oliver, som er nervøs for, at en selskabsleg, hvor hun har arrangeret en morderjagt, kan udvikle sig til et ægte mord. Det viser sig, at hun har ret i sin antagelse.

## Plot
I denne roman, der er fortalt i tredje person tillader Christie, at læseren får et større indblik i Poirots vaner og tanker, end det normalt er tilfældet. I 16. kapitel går denne tankevirksomhed, hvor han af og til også taler lavmælt med sig selv, så vidt, at han udbryder: "Jeg kan ikke længere sidde her i en lænestol og bare tænke. Nej, jeg må tage toget til Devon.." .
Handlingen udspiller sig på et landsted i den fiktive landsby Nassecombe, men er baseret på Christies eget hjem, Greenway House, som hun og Max Mallowan købte i 1939. 
I Dødens tempel har Miss Oliver en fremtrædende rolle og skønt hun ofte virker irriterende på Poirot, behandler han hende høfligt og opmærksomt. Dette betaler sig, idet det er forfatterindens talestrøm om plottet i sin morderjagt, der bringer ham på sporet af morderen i den egentlige drabssag. Det meste af opklaringen er baseret på logik, idet de egentlige spor er få og afsløres sent i fortællingen. 

## Anmeldelser
Bogen anses for en traditionel Christie.

## Danske Udgaver
- Carit Andersen (De trestjernede kriminalromaner, nr. 35); 1958.
- Carit Andersen (De trestjernede kriminalromaner, nr. 44); 1969.